# Hamamatsu

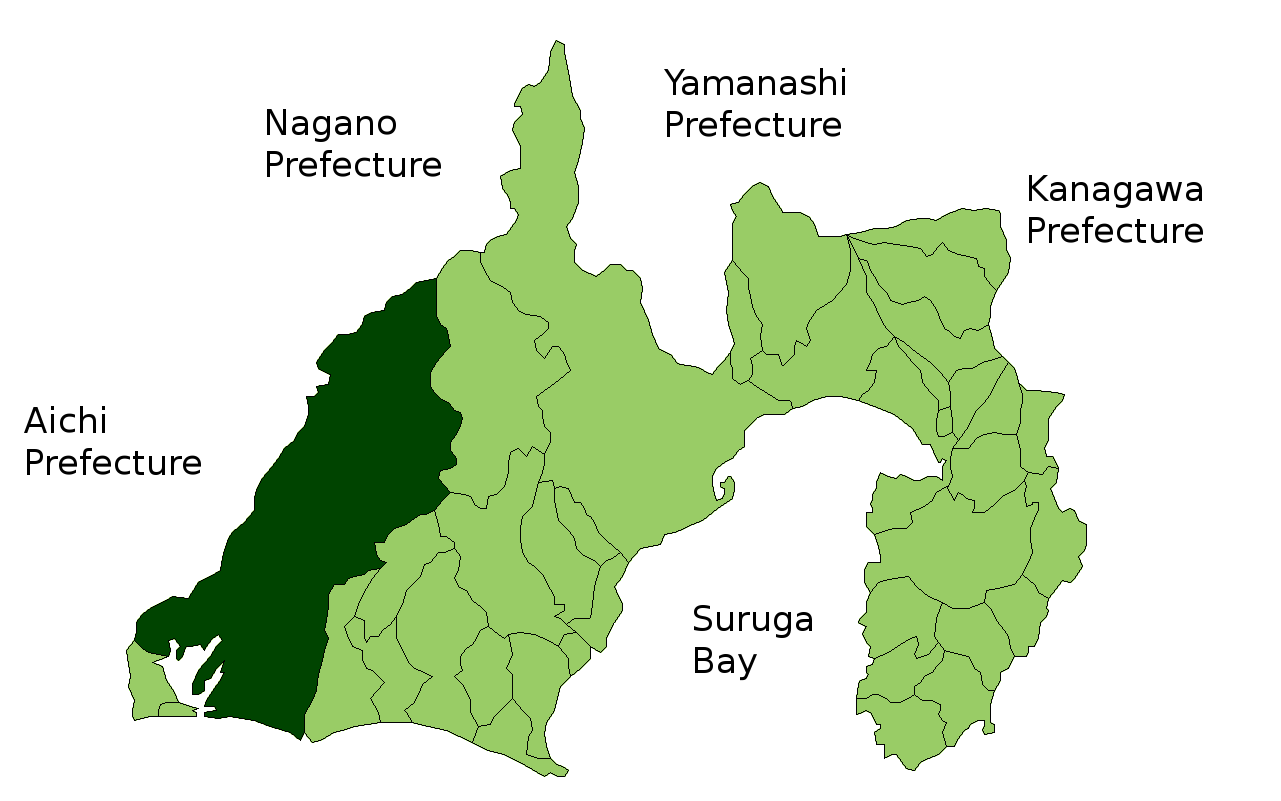

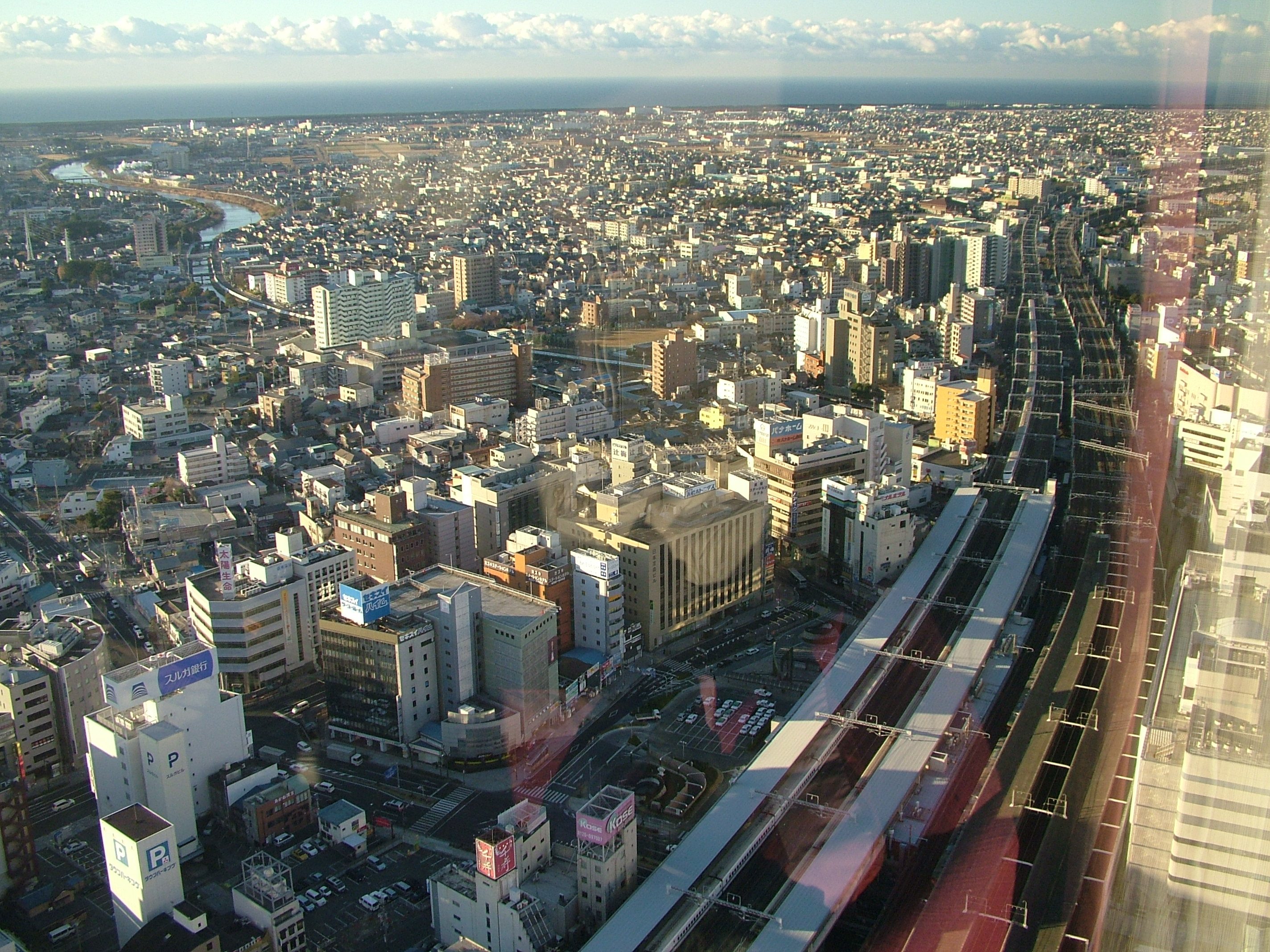
Hamamatsu

Hamamatsu (浜松市 Hamamatsu-shi?) este un municipiu situat în vestul prefecturii Shizuoka, Japonia. La 1 iulie 2005, s-a unit cu alte 11 localități din împrejurimi, devenind la 1 aprilie 2007 „oraș desemnat prin ordonanță de guvern”.

## Istorie
- 1 iulie 1911- Hamamatsu devine oraș.
- 1918- „Revoltele Orezului”din 1918 afectează Hamamatsu.
- 1921- Satul Tenjinchō se unește cu Hamamatsu.
- 1926- Se deschide Baza Aeriană Hamamatsu a Armatei Imperiale Japoneze.
- 1933- Se deshide Școala de Aviație a Armatei Imperiale Japoneze.
- 1936- Hikuma, Fujizuka se unesc cu Hamamatsu.
- 7 decembrie 1944- Cutremurul Tōnankai produce mari daune.
- iunie 1945- Hamamatsu este distrus în mare parte de către raidurile americane.
- 1951- Satele: Aratsu, Goto, Kawarin se unesc cu Hamamatsu.
- 1954- Opt sate din Hamana District se unesc cu Hamamatsu.
- 1955- Satul Miyakoda se unește cu Hamamatsu.
- 1957- Satul Irino se unește cu Hamamatsu.
- 1960- Satul Seto se unește cu Hamamatsu.
- 1961- Satul Shinohara se unește cu Hamamatsu.
- 1965- Satul Shonai se unește cu Hamamatsu.
- 1 mai 1990- Se deschide Hamamatsu Arena.
- 1 ianuarie 1991- Satul Kami din Hamana District se unește cu Hamamatsu.
- 1 aprilie 1991- a avut loc primul concurs de pian din Hamamatsu.
- 1 mai 1994 -Se inaugureaza "Act City Hamamatsu".
- 1 octombrie 1995 -Se deschide "Hamamatsu Museum of Musical Instruments".
- 1 aprilie 1996 - Hamamatsu este desemnat oraș de bază de către guvernul central.
- 1 iunie 1996 -Se deschide "Hamamatsu City Fruit Park".
- 1 ianuarie 1997 - A început colectarea separată a deșeurilor în zone rezidențiale.
- 1 aprilie 1997 - Hamamatsu este desemnat "Omnibus Town".
- 1 aprilie 1998 - Se deschide "Act City Musical School".
- 3 aprilie 2000 -Se inaugurează "Shizuoka University of Art and Culture".
- 1 iulie 2001 - Se comemorează a 90-a aniversare a orașului.
- 1 august 2002 - a avut loc conferința pe tema unei simulări de oraș desemnat Pan-Hamanako.
- 1 aprilie 2003 -A avut loc concursul "Shizuoka New Kawafuji National High School".
- 1 iunie 2003 - A avut loc conferința "Tenryūgawa-Hamanako Region Merger".
- 8 aprilie - 11 octombrie 2004 - Are loc la Hamanako Garden Park, Expoziția Internațională de Gradinărit și Horticultură "Pacific Flora 2004".
- 1 iulie 2005 - Hamamatsu se unește cu Hamakita și Tenryū; Inasa, Hosoe, și Mikkabi în Inasa District; Yūtō și Maisaka in Hamana District; Sakuma, Misakubo, si Tatsuyama in Iwata District; și Haruno in Shūchi District.
- 1 aprilie 2007 - Hamamatsu devine "city designated by government ordinance by the central government".

## Geografie
Hamamatsu este format dintr-o campie intinsă, Podișul Mikatahara în sud și o zonă muntoasă în nord. Acestea sunt mărginite de Lacul Hamana la vest, râul Tenryu la est, și Oceanul Pacific la sud.
Clima în sudul Hamamatsului este blândă, cu foarte puțină zăpadă iarna. Cu toate acestea vântul este destul de puternic, datorită musonului "Enshū no Karakaze".
În nordul Hamamatsului clima este mai aspră datorita vântului uscat. Vara temperaturile pot depăși 35 °C pe când iarna ninge.

## Cartiere
Hamamatsu este împarțit in trei sectoare:
- Hamana-ku (浜名区)
- Chūō-ku (中央区)
- Tenryū-ku (天竜区)

## Turism
Act City Tower Observatory- singurul zgârie-nori din Hamamatsu; este un simbol al orașului. Este construit în formă de muzicuță pentru a aminti că Hamamatsu mai este numit și "Orașul muzicii". Clădirea găzduiește magazine, restaurante, Hotelul Okura, iar la etajul 45 un observator.
Monumentul Chopin- o replică scara de 1:1 a faimoasei statui în bronz a lui Chopin " Art Nouveau" de Wacław Szymanowski.
Castelul Hamamatsu- este construit pe dealul de sud al parcului, lângă primăria orașului de către Tokugawa Ieyasu. Legile sale au marcat începutul perioadei Edo.
Dunele de nisip Nakatajima - una dintre cele 3 mai intinse zone cu dune din Japonia.
Parcul cu flori Hamamatsu
Livada Hamamatsu
Grădina zoologică municipală Hamamatsu

## Industrie
Hamamatsu este unul dintre cele mai importante puncte industriale din Japonia, în special prin fabricarea instrumentelor muzicale și a motocicletelor.
Companiile cu sediul central în Hamamatsu
- Suzuki Motor Co.
- Hamamatsu Photonics K.K.
- Kawai Musical Instruments Mfg.
- Roland Corporation
- Tōkai Gakki (Tokai Guitars Company Ltd.)
- Yamaha Corporation

Firme înființate în Hamamatsu
Honda Motor Co.